# 西村直人 (俳優)
西村 直人（にしむら なおと、1969年〈昭和44年〉8月13日 - ）は日本の俳優。劇団急旋回出身。融合事務所所属。

## 出演

### テレビドラマ
- 戦艦大和（1990年8月10日、フジテレビ系）[3]
- TBS水曜10時枠 First Love 第8話（2002年6月5日、TBSテレビ系）[4]
- カネボウ木曜劇場 真夜中の雨 第8話（2002年11月28日、TBSテレビ系）[5]
- ドラマ特別企画 ひまわり〜夏目雅子27年の生涯と母の愛〜（2007年9月16日、TBSテレビ系）[6]
- 木曜ドラマ劇場 美しき罠〜残花繚乱〜 第8話（2015年2月26日、TBSテレビ系）[7]
- 金曜8時のドラマ → ドラマ8（テレビ東京系）
  - 釣りバカ日誌〜新入社員 浜崎伝助〜 Season1 最終話（2015年12月11日）[8]
  - ハイエナ 最終話（2023年12月8日）[9] - 裁判長 役
  - ダブルチート 偽りの警官 Season1 最終話（2024年6月14日） - 小出康利 役[10]
- ビューティフル・スロー・ライフ（2015年12月24日、NHK総合）[11][12]
- 連続ドラマW・日曜オリジナルドラマ 誤断 最終話（2015年12月27日、WOWOW）[13]
- 土ドラ 武道館 第2話 - 第4話・第7話・最終話（2016年2月13日 - 27日・3月19日・26日、フジテレビ系 / 2016年2月17日 - 3月2日・23日・30日、BSスカパー!）[14]
- 金曜ドラマ アンナチュラル 最終話（2018年3月16日、TBSテレビ系）[15]
- オトナの土ドラ（フジテレビ系）
  - 結婚相手は抽選で 第1話（2018年10月6日）[16]
  - リカ 第1話 - 第4話（2019年10月5日 - 27日[注 1]） - 柏手重之 役[17]
  - 准教授・高槻彰良の推察 Season1 第7話（2021年9月19日[注 2]） - 村田康介 役[18]
- プリンセス美智子さま物語 知られざる愛と苦悩の軌跡（2019年4月30日、フジテレビ系）[19]
- 連続テレビ小説 ブギウギ 第16週（第72回 - 第76回）（2024年1月15日 - 19日、NHK）[20] - タナケン劇団の劇団員・田中 役[21]
- 日曜ドラマ 厨房のありす 第1話（2024年1月21日、日本テレビ系）[22]
- ノンレムの窓2024・春 第1話「有終の美」（2024年3月31日、日本テレビ系）[23]
- 朝日放送日曜10時枠 いつか、ヒーロー 第3話（2025年4月27日、テレビ朝日系）[24] - 脇坂 役
- テレ朝火曜21時枠 天久鷹央の推理カルテ Last Karte（2025年6月24日、テレビ朝日系） - 弁護士・篠崎英俊 役[25]

### バラエティ
- 最高!ブギウギナイト（2003年4月18日 - 9月12日、テレビ東京系） - レギュラー出演

### 映画
- 神の発明。悪魔の発明。（2019年1月11日公開、監督：岩崎登、映画「神の発明。悪魔の発明。」製作委員会）[26]
- 女の機嫌の直し方（2019年6月15日公開、監督：有田駿介、よしもとクリエイティブエージェンシー）[27]
- 拝啓、永田町（2021年5月21日公開、監督：土田ひろかず、sommelierTV） - 主演・坂上大輔 役[28]
- シャイロックの子供たち（2023年2月17日公開、監督：本木克英、松竹） - 松岡建造 役[29]
- 劇場版 ゴードン探偵事務所 はじまりのシュガー（2023年11月10日公開、監督：川井田育美、エスピーエスエス / sommelierTV）[30]
- かごのない鳥（2024年5月17日公開、監督：土田ひろかず、sommelierTV）[31]
- 室井慎次 敗れざる者（2024年10月11日公開[32]、監督：本広克行、東宝）[33]
- 室井慎次 生き続ける者（2024年11月15日公開[34]、監督：本広克行、東宝）[35]

### 舞台
- 夜は短し歩けよ乙女（アトリエ・ダンカン プロデュース、脚本・演出：東憲司、2009年4月3日 - 15日、東京グローブ座[36] / 2009年4月18日、シアタ－・ドラマシティ / 2009年4月21日、電力ホール / 2009年4月23日、春秋座 / 2009年4月29日、名鉄ホール） - パンツ総番長 役
- しゃばけ（アトリエ・ダンカン プロデュース、作・演出：鄭義信、2013年4月20日 - 29日、赤坂ACTシアター）[37]
- わらいのまち（東京セレソンデラックス、作・演出：宅間孝行 、2011年9月4日 - 24日、シアタークリエ / 2011年9月30日 - 10月2日、道新ホール / 2011年10月13日 - 16日、名鉄ホール / 2011年10月19日 - 23日、イオン化粧品シアターBRAVA! / 2011年10月26日、アステールプラザ 大ホール / 2011年11月2日・3日、キャナルシティ劇場[38]）[39]

### CM
- 富士フイルム ビジネスイノベーション ビジネスDX （2023年10月20日 - ）（国生さゆり、大久保嘉人、フローラン・ダバディと共演）
  - 「大久保部長」篇
  - 「国生専務」篇
  - 「二人」篇

## その他
- 援助交際撲滅運動（2001年11月3日公開、監督：鈴木浩介、キングレコード） - スチールカメラマン担当[40]
- 俳優による俳優のための演技ワークショップ（2024年6月21日、マシェバラスタジオ）[41]